# Rittergut Kospoda

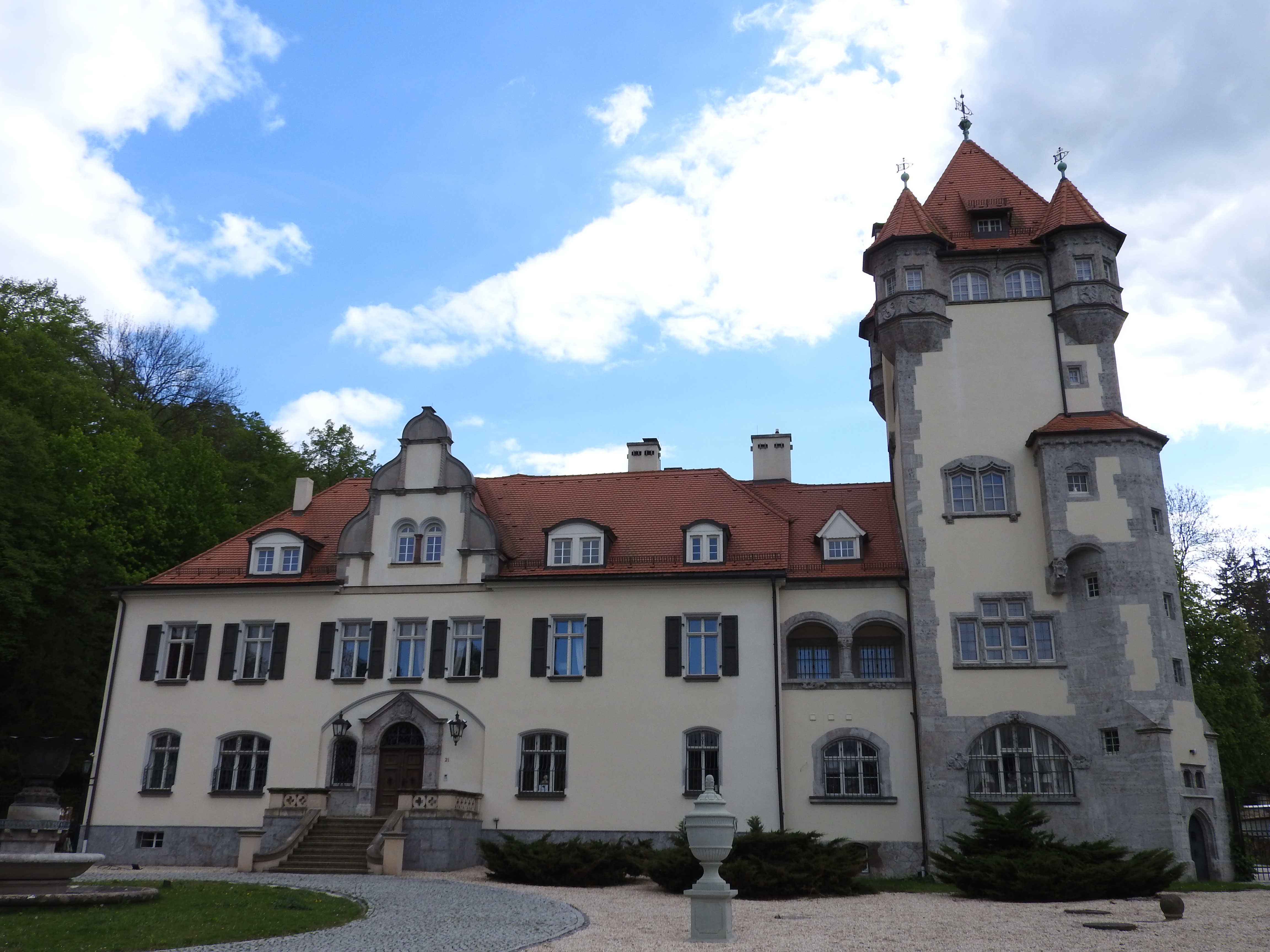
Rittergut Kospoda

Das denkmalgeschützte Rittergut Kospoda steht in Kospoda, einer Gemeinde im thüringischen Saale-Orla-Kreis.

## Beschreibung
Das ehemalige Herrenhaus des Ritterguts derer von Kospoth wird heute privat genutzt. Es wurde 1320 erstmals erwähnt. Die heutigen Gebäude, stattliche zwei- bis dreigeschossige Rechteckbauten in Formen der Neorenaissance, sind im Wesentlichen von 1894 und 1901/02. Der herrschaftlich-burgähnliche Charakter des Außenbaus setzt sich auch in der Innenausstattung der Jahrhundertwende fort. Im rückwärtigen Bereich wurde von 1865 bis 1892 ein Park als hügeliges Gelände mit Steingarten und Baumgruppen angelegt, der zwischen 1900 und 1909 erweitert wurde.